# Marquesado de la Compuerta
El Marquesado de la Compuerta es un título nobiliario español creado el 5/24 de diciembre de 1726 por el rey Felipe V, a favor de José Rodrigo y Alós, y confirmado el 21 de julio de 1727.

## Nota
Este título fue vendido, previa autorización real, el 5 de junio de 1840 por quien lo poseía en ese momento a Francisco de Asís de Narváez y Borghese que fue autorizado a cambiar su denominación por la de "conde de Yumuri" el 12 de julio de 1847

## Marqueses de la Compuerta
|                                                    | Titular                                              | Periodo                                            |
| Creación por Felipe V                              | Creación por Felipe V                                | Creación por Felipe V                              |
| Marquesado de la Compuerta ( Primera denominación) | Marquesado de la Compuerta ( Primera denominación)   | Marquesado de la Compuerta ( Primera denominación) |
| -------------------------------------------------- | ---------------------------------------------------- | -------------------------------------------------- |
| I                                                  | José Rodrigo y Villalpando                           | 1727-                                              |
| II                                                 | .                                                    |                                                    |
| .                                                  | .                                                    |                                                    |
| .                                                  | Francisco de Asís de Narváez y Borghese              | 1840-1847                                          |
| Creación por Isabel II                             |                                                      |                                                    |
| Condado de Yumuri ( Segunda denominación)          |                                                      |                                                    |
| I                                                  | Francisco de Asís de Narváez y Borghese              | 1847-1865                                          |
| II                                                 | Francisco de Asís de Narváez y González de Larrinaga | 1866-1900                                          |
| III                                                | María Isabel de Narváez Oliván                       | 1903-1944                                          |
| Título caducado                                    |                                                      |                                                    |

## Historia de los Marqueses de la Compuerta
- José Rodrigo y Villalpando, I marqués de la Compuerta.

- -Último marqués de la Compuerta, por venta del título, cambiando la denominación a conde de Yumuri.

## Con la nueva denominación de Condes de Yumuri
- Francisco de Asís de Narváez y Borghese (1793-1865), I conde de Yumuri.

1. Casó con María de Belén González de Larrinaga y Benítez. Le sucedió, en 1866, su hijo:

- Francisco de Asís de Narváez y González de Larrinaga (1842-1900), II conde de Yumuri.

1. Casó con Cecilia Oliván y Coello de Portugal. le sucedió, en 1903, su hija:

- María Isabel de Narváez Oliván (1868-1944), III condesa de Yumuri.

1. Casó con Salvador Díez de Rivera y Muro, hijo de Ildefonso Díez de Rivera Valeriola Muro y Ortiz de Almodóvar, IV conde de Almodóvar. Sin descendientes.